# Tamaño crítico
El tamaño crítico es el mínimo tamaño del núcleo de un reactor nuclear o de un arma nuclear que puede ser puesto en estado crítico para una geometría dada y cierta composición del material. El tamaño crítico debe por lo menos incluir suficiente material fisionable como para alcanzar la masa crítica.
Si el tamaño del núcleo del reactor es inferior a un cierto mínimo, se escapan demasiados neutrones de fisión a través de su superficie y la reacción en cadena no se mantiene.